# Kreditbewertungsanpassung
Die Kreditbewertungsanpassung oder Anpassung der Kreditbewertung (englisch credit valuation adjustment, abgekürzt CVA) ist die Korrektur einer ohne ausreichende Berücksichtigung von Kreditrisiken vorgenommenen Marktbewertung um das bepreiste Kreditrisiko. Auch der Korrekturterm selbst wird oft mit diesem Begriff benannt.
Üblicherweise ist bei marktgängigen Wertpapieren wie Anleihen das zugehörige Kreditrisiko bereits im Marktwert eingepreist; ein wichtiges Hilfsinstrument hierbei ist die Bonitätseinstufung mit Hilfe von Ratingcodes. Da die Vergabe von Krediten das klassische Kerngeschäft von Banken darstellt, sind auch hier bewährte Verfahren im Einsatz, um das Kreditrisiko einzuschätzen und zu bewerten.
In der Finanzkrise ab 2007 stellten sich allerdings entscheidende Mängel im Umgang mit Kreditrisiken heraus. Zahlreiche Finanzprodukte wurden kreiert, bei denen das Kreditrisiko durch Bündelung, Umverpackung und Nebenabreden für den Käufer intransparent wurde. Dies setzte eine Art Schneeballsystem in Gang, das mit dem vermehrten Eintreten der Kreditrisiken aus den zugrundeliegenden Einzelkrediten in sich zusammenfiel.
Ein weiterer Punkt in der Krise, der kurz als „fehlende Kreditbewertungsanpassung“ bezeichnet werden kann, war aber folgender: Finanzinstitute haben das Kontrahentenausfallrisiko bei außerbörslich gehandelten Derivaten unterschätzt bis ignoriert. Dieser Punkt offenbarte einen „blinden Fleck“ bei der Sicht von Finanzinstituten auf ihre in bilateralen Geschäften liegenden Risiken. Erklärbar ist das damit, dass solche Geschäfte aufgrund fehlender Marktgängigkeit in weiten Teilen nur modellgestützt bepreist wurden, wobei die üblichen Modelle eine Bewertung des Geschäftes unter Ausschaltung von Ausfallrisiken vornahmen. Zu einem systemischen Risiko für den gesamten Finanzmarkt konnte diese Fehleinschätzung werden, da damals ein hoher Anteil an diesen Geschäften keinen weiteren Sicherungsmechanismen wie dem Clearing unterlag.

## Historischer Hintergrund
Das Kontrahentenausfallrisiko von Finanzinstituten ist spätestens seit der Insolvenz der Herstatt-Bank 1974 sichtbar geworden. Als am 26. Juni 1974 das Bundesaufsichtsamt (heute: BaFin) die der Herstatt-Bank erteilte Banklizenz nach § 35 Abs. 2 Nr. 4 KWG zurücknahm, ordnete es gleichzeitig die Abwicklung der Gesellschaft an und gab ihr auf, sofort bis auf weiteres ihre Zahlungen einzustellen. Dieses so genannte Aufbringungsmoratorium führte dazu, dass die Herstatt-Bank fällige Zahlungen an Kreditinstitute selbst dann nicht mehr leisten durfte, wenn diese ihre Gegenleistungen bereits erbracht hatten.
In der Finanzkrise ab 2007 offenbarte sich, dass Institute das Kontrahentenausfallrisiko bei außerbörslich gehandelten Derivaten erheblich unterschätzten. Ein Ausfall eines so großen Instituts wie Lehman Brothers wurde – explizit oder implizit – für unmöglich gehalten („Too Big to Fail“). Deshalb wurde auf dem G20-Gipfel im September 2009 für Derivate ein Clearing über einen Zentralen Kontrahenten (CCP) gefordert. Diese Forderung wurde 2012 mit der Verordnung (EU) Nr. 648/2012 (Marktinfrastrukturverordnung) umgesetzt. Das Clearing über einen Zentralen Kontrahenten macht die Wiederbeschaffung ausgefallener Instrumente weitaus wahrscheinlicher, da alle Clearing-Mitglieder Sicherheiten beim Zentralen Kontrahenten hinterlegen müssen, mit denen dieser im Falle eines Ausfalls eines Mitglieds aufkommen muss. Dieses dreistufige Kontroll- und Überwachungssystem wird „drei Verteidigungslinien“ (englisch three lines of defense) genannt.
In seinem Werk Counterparty Credit Risk and Credit Value Adjustment befasste sich Jon Gregory im August 2012 ausführlich mit dem Kontrahentenausfallrisiko. Er sieht dieses Risiko seit der Finanzkrise 2007 als das entscheidende Finanzrisiko in Banken an. Gregory betont die Beidseitigkeit des Kontrahentenausfallrisikos bei außerbörslichen Derivaten (je nach Wertentwicklung) in Abgrenzung zu Kreditrisiken aus Schuldverhältnissen. Er betrachtet das Kontrahentenausfallrisiko als eine Kombination eines Marktrisikos mit einem Kreditrisiko. Das Marktrisiko reflektiere sich im Marktwert, während das Kreditrisiko die Kreditqualität wiedergibt. Demnach sei ein Kontrahent mit einer hohen Ausfallwahrscheinlichkeit bei niedrigem Marktwert gegenüber einem mit höherem Marktwert und niedrigerer Ausfallwahrscheinlichkeit nicht vorzuziehen.
Seit der Finanzkrise haben sich auch die Aufsichtsbehörden verstärkt um die Kreditbewertungsanpassung (CVA) gekümmert. Die BaFin kommentierte im BaFin-Journal 01/2014 einige Grundfragen zum CVA. Die seit 2014 gültige Kapitaladäquanzverordnung (englische Abkürzung CRR) enthält Bestimmungen zum CVA in den Artikeln 381 bis 386. Die dort angegebenen Methoden zur CVA-Berechnung werden bald abgelöst werden, die einschlägigen Bestimmungen stammen vom Basler Ausschuss für Bankenaufsicht.

## Begriffe
Die Kreditbewertungsanpassung lässt sich erläutern als der Wertunterschied zwischen einem risikolosen Portfolio und einem identischen Portfolio unter Berücksichtigung des Ausfallrisikos der Kontrahenten; der Anpassungsbetrag steht für den Marktwert des Kontrahentenrisikos.
Der Überbegriff Bewertungsanpassung (englisch valuation adjustment, abgekürzt VA) setzt sich aus folgenden Bestandteilen zusammen:
- CVA – englisch credit valuation adjustment; die Kreditwertanpassung um das Ausfallrisiko des Vertragspartners
- DVA – englisch debt valuation adjustment; die Kreditwertanpassung um das eigene Ausfallrisiko (Wertminderung).
- KVA – englisch capital valuation adjustment; der Betrag, der aufgrund regulatorischer Vorgaben als Reserve zurückgehalten werden muss. Die Höhe des KVA entspricht dem vorschriftsgemäß berechneten CVA.
- FVA – englisch funding valuation adjustment; die Wertminderung aufgrund von Liquiditätsrisiken.

Diese Bestandteile der Bewertungsanpassung (VA) werden zusammenfassend als XVA bezeichnet.

## Inhalt
Die seit Januar 2014 geltende Verordnung (EU) Nr. 575/2013 (Kapitaladäquanzverordnung) (englische Abkürzung CRR) versteht unter dem CVA „die Anpassung der Bewertung eines Portfolios mit einer Gegenpartei an die Bewertung zum mittleren Marktwert“ (Art. 381 CRR). Diese Anpassung spiegelt den Marktwert des Kreditrisikos der Gegenpartei gegenüber dem bewertenden Institut wider. Es handelt sich also um Wertanpassungen von Forderungen auf Derivate aufgrund des Kontrahentenausfallrisikos. Dieses Risiko entsteht aufgrund potenzieller Marktwertverluste durch erhöhte Kreditaufschläge bei der Gegenpartei. Der aktuelle Marktwert kann anhand des Kreditaufschlags aus einem hypothetischen Credit Default Swap zu Gunsten des Kontrahenten errechnet werden. Der CVA ist solange von Bedeutung, wie der Kontrahent nicht ausfällt, sondern lediglich seine Bonität schlechter wird. Man spricht von CVA, wenn das Ausfallrisiko des Kontrahenten (bei positiven Marktwerten) zu berücksichtigen ist, und von DVA, wenn das eigene Bonitätsrisiko (bei negativen Marktwerten) zu berücksichtigen ist. Das DVA spielt beim Kontrahentenausfallrisiko keine Rolle.

## Umfang
Die Kreditbewertungsanpassung CVA betrifft alle Kontrakte, bei denen die Lieferung des Basiswerts und die Zahlung über zwei Handelstage hinaus verschoben wird. Dazu gehören Termingeschäfte, Swaps, Derivate oder ähnliche Geschäfte. Diese Geschäfte sind in eine bankinterne Kreditlinie einzubuchen, die „pre-settlement limit“ genannt wird, weil die Gegenpartei noch vor dem Erfüllungstag ausfallen kann. Diese Kreditlinie ist das Ergebnis einer positiven Kreditentscheidung, da Kreditinstitute keine Geschäftsverbindung mit einem Kontrahenten eingehen dürfen, ohne diesen einer Kreditwürdigkeitsprüfung unterzogen zu haben (Art. 286 Abs. 2a CRR). Bewertet werden die Geschäfte mit dem voraussichtlichen Wiedereindeckungsaufwand zum mittleren Marktwert.
Verzichtet wird auf die Kreditbewertungsanpassung CVA bei Geschäften mit Zentralen Kontrahenten (Art. 382 Nr. 3 CCR), nicht-finanziellen Kontrahenten (Art. 382 Nr. 4a CRR) und mit Kontrahenten, denen ein Risikogewicht von 0 % beigemessen wird (Art. 382 Nr. 4d CRR).

## Bilanzrecht
Die Kreditbewertungsanpassung CVA hat auch im Januar 2013 Eingang in das internationale Bilanzrecht gefunden. Nach IFRS 13 handelt es sich um Wertanpassungen im Rahmen des Fair Value bei derivativen Finanzinstrumenten. Dabei sind die Charakteristika des zu bemessenden Vermögenswerts zu berücksichtigen, die ein Marktteilnehmer bei der Bepreisung des Vermögenswerts am Bemessungsstichtag berücksichtigen würde (IFRS 13:11).

## Berechnung
Aktuell läuft eine Überarbeitung des CVA Risk Framework durch den Basler Ausschuss für Bankenaufsicht (BCBS). Im Zuge dessen wird es neue Vorschriften zur Berechnung des CVA geben. Das ursprüngliche konsultative Dokument sah drei Möglichkeiten vor; inzwischen ist davon auszugehen, dass es nur zwei geben wird: Den so genannten Standard Approach (SA-CVA) und den Basic CVA (BA-CVA). Der SA-CVA ist eine Adaption des Standardansatzes zur Berechnung des Marktrisikos. Dieser Ansatz wird von Banken mit einem komplexeren Risikomanagement benutzt werden. Für diesen Ansatz ist die Berechnung von Sensitivitäten des CVA in Abhängigkeit von verschiedenen Risikofaktoren nötig. Dass das jeweilige Institut dazu hinreichend in der Lage ist, müssen die Aufsichtsbehörden prüfen und bestätigen.
Zur Berechnung des  SA-CVA werden alle Geschäfte zunächst unterteilt auf fünf Forderungsklassen (Zinsswaps, Währungsswaps, Kreditderivate, Eigenkapitalderivate, Commodities) und darin wiederum in so genannte Risikogruppen (englisch risk buckets) (bei Zinsswaps etwa die Währungen der Geschäfte). Der Gesamt-CVA entspricht der Summe des CVA der fünf Forderungsklassen. Dieser setzt sich wie folgt aus dem Beitrag der einzelnen Risikogruppen zusammen:
{\displaystyle K=m_{\mbox{CVA}}\cdot {\sqrt {\sum _{b}K_{b}^{2}+\sum _{b}\sum _{c\not =b}\gamma _{bc}K_{b}\cdot K_{c}}}}
Die Größen {\displaystyle m_{\mbox{CVA}}} und {\displaystyle \gamma _{bc}} sind aufsichtsrechtlich vorgegebene Parameter. Die Größen {\displaystyle K_{b}} werden ermittelt aus den Sensitivitäten auf einzelne Risikofaktoren (wie diese zu ermitteln sind, bleibt den Banken überlassen) und vorgegebenen Parametern wie Risikogewichten oder Korrelationen.
Der BA-CVA ist von allen Instituten zu benutzen, die die oben genannten Kriterien nicht erfüllen. Dies werden typischerweise kleinere Banken oder Nichtbanken sein. Der BA-CVA berechnet sich wie folgt:
{\displaystyle K=K_{\mbox{spread}}+K_{\mbox{EE}}}
Dabei wird für {\displaystyle K_{\mbox{spread}}} unterschieden, ob der CVA gesichert wurde oder nicht. Als Beispiel sei der ungesicherte Fall aufgeführt:
{\displaystyle K_{\mbox{spread}}^{\mbox{unhedged}}={\sqrt {(\rho \cdot \sum _{c}S_{c})^{2}+(1-\rho ^{2})\cdot \sum _{c}S_{c}^{2}}}}
Dabei ist {\displaystyle \rho } ein vorgegebener Korrelationsparameter und {\displaystyle S_{c}} der „supervisory Expected Shortfall“, der sich (neben anderen vorgegebenen) Parametern aus der Laufzeit und der Ausfallkredithöhe berechnet. Zur Implementierung des BA-CVA ist also auch der SA-CCR vonnöten.
Für {\displaystyle K_{\mbox{EE}}} gilt schlicht:
{\displaystyle K_{\mbox{EE}}=\beta \cdot K_{\mbox{spread}}^{\mbox{unhedged}}}
mit {\displaystyle \beta =0,5} als vorgegebenem Faktor.